# عناصر دوخطی
عناصر دو خطی (به انگلیسی: Two Line Elements) (اختصاری TLE) یک قالب داده کدگذاری شده است، که عناصر مداری یک فضاپیما را در یک زمان مشخص که به مبدأ معروف است، نشان می‌دهد. این نوع قالب، برای استفاده در مدل‌های سادهٔ مکانیک مداری استفاده می‌شود. اس‌جی‌پی-۴ و اس‌جی‌پی-۸ از این دست مدل‌ها می‌باشند. بدون این قالب امکان استفاده از مدل‌های سادهٔ تغییر مدار وجود ندارد.

## تاریخچه
اقدامات اولیه برای ایجاد این قالب به سال‌های ۱۹۶۰ بر می‌گردد. در سال ۱۹۶۵، مکس لین، برای اولین بار از امکان وجود چنین ابزاری در یک مقالهٔ علمی یاد کرد. در سال ۱۹۷۰ این قالب به صورت بسیار ابتدایی توسط او و کرانفورد توسعه یافت. در همان سال و سال‌های پس از آن این قالب و مدل مداری آن در ناسا و نوراد مورد استفاده قرار گرفت. کرانفورد به توسعهٔ تی‌ال‌ای ادامه داد و در سال ۱۹۷۹ دومین گزارش اسپیس‌ترک را منتشر کرد. درست یک سال پس از مدل ای‌جی‌پی-۴ نوشته شده به زبان فورترن در گزارش اسپیسترک ۳ منتشر شد. این امکان پیش‌بینی مکان یک فضاپیما یا جسم فضایی را با دانستن یک آن از عناصر مداری را می‌داد. برای انتقال داده یا گرفتن داده به این مدل از عناصر دو خطی استفاده می‌شد. اصلاحات و تغییراتی در طول سال‌های اخیر روی مدل اس‌جی‌پی-۴ انجام گرفته است ولی تی‌ال‌ای هنوز به صورت دی‌فکتو برای نمایش این عناصر استفاده می‌شود.
در عین حال مدل‌های دیگری هم که پیچیدگی‌های خاص خود را دارند برای پیش‌بینی مدار ایجاد شدند، اما بعضی از آن‌ها با توجه به اینکه به اطلاعاتی نیاز داشتند که در عناصر دو خطی موجود نیست یا از طریق آنها قابل محاسبه نیست، از استفاده از این نوع قالب صرف نظر کردند.

## ساختار
ساختار قالب از سه خط تشکیل شده‌است. هر خط حداکثر می‌تواند ۶۹ کاراکتر داشته باشد.

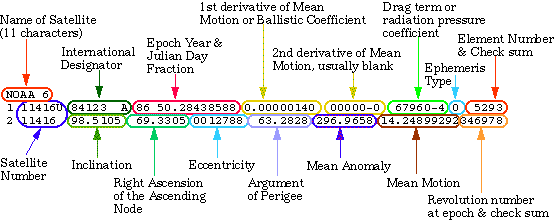
مثال از یک عناصر دو خطی

- خط ۰ : نام ماهواره و جسم فضایی در کاتالوگ ماهواره نوراد (این خط به خط عنوان نیز مشهور است)
- خط ۱ شامل اطلاعات مداری می‌باشد.

| جایگاه | ستون    | توضیحات                                                                  | مثال                                   |
| ------ | ------- | ------------------------------------------------------------------------ | -------------------------------------- |
| ۱      | ۰۱-۰۱   | نشان‌دهندهٔ خط                                                             | 1                                      |
| ۲      | ۰۳-۰۷   | شماره ماهواره                                                            | 11416                                  |
| ۳      | ۰۸-۰۸   | کلاس‌بندی (U=فاقد کلاس)                                                   | U                                      |
| ۴      | ۱۰ - ۱۲ | نشانگاه بین‌المللی، سال پرتاب                                             | 84                                     |
| ۵      | ۱۳-۱۴   | نشانگاه بین‌المللی، چندمین پرتاب سال (از صفر شروع می‌شود)                  | 123 (۱۲۴ پرتاب سال)                    |
| ۶      | ۱۵-۱۷   | نشانگاه بین‌المللی، چندمین جسم شلیک شده از راکت                           | A (اولین)                              |
| ۷      | ۱۹-۲۰   | سال مبدا، دو رقم آخر                                                     | 86 (۱۹۸۶)                              |
| ۸      | ۲۱-۳۲   | روز سال به همراه قسمت روز                                                | 50.28438588 (۱۹ فوریه ساعت ۶:۴۹:۳۰.۹۴) |
| ۹      | ۳۴-۴۳   | اولین مشتق حرکت متوسط تقسیم بر ۲ (این مورد به ضریب بالستیک هم معروف است) | 0.00000140                             |
| ۱۰     | ۴۵-۵۲   | دومین مشتق حرکت متوسط تقسیم بر ۶ (معمولاً خالی‌است)                        | 00000-0                                |
| ۱۱     | ۵۴-۶۱   | ضریب اصطحکاک (به بی‌استار هم معروف است)                                   | 67960-4                                |
| ۱۲     | ۶۳-۶۳   | نوع تقویم نجومی                                                          | 0                                      |
| ۱۳     | ۶۵-۶۸   | شمارهٔ عناصر ایجاد شده از اولین داده                                      | 529                                    |
| ۱۴     | ۶۹-۶۹   | چک‌سام (مدولو ۱۰)                                                         | 3                                      |

- خط ۲ شامل اطلاعات مداری باقی‌مانده است.

| جایگاه | ستون  | توضیحات                    | مثال        |
| ------ | ----- | -------------------------- | ----------- |
| ۱      | ۰۱-۰۱ | شماره خط                   | 2           |
| ۲      | ۰۳-۰۷ | شماره ماهواره              | 11416       |
| ۳      | ۰۹-۱۶ | انحراف مدار (درجه)         | 98.5105     |
| ۴      | ۱۸-۲۵ | طول گره صعودی (درجه)       | 69.3305     |
| ۵      | ۲۷-۳۳ | خروج از مرکز مداری         | 0012788     |
| ۶      | ۳۵-۴۲ | شناسه حضیض (درجه)          | 63.2828     |
| ۷      | ۴۴-۵۱ | آنومالی متوسط (درجه)       | 269.6985    |
| ۸      | ۵۳-۶۳ | تعداد چرخش‌های مداری در روز | 14.24899292 |
| ۹      | ۶۴-۶۸ | شمارهٔ چرخش مداری از مبدا   | 34297       |
| ۱۰     | ۶۹-۶۹ | چک‌سام (مدولو ۱۰)           | 8           |